# Brettach (Jagst)
Die Brettach ist ein orographisch rechter Zufluss der Jagst im Landkreis Schwäbisch Hall im nordöstlichen Baden-Württemberg. Sie ist fast 28 Kilometer lang, läuft in insgesamt südwestlicher Richtung und mündet kurz vor dem Weiler Elpershofen der Stadt Gerabronn. An der Länge wie am Einzugsgebiet gemessen ist sie der zweitgrößte Zufluss der Jagst und nach beiden Kriterien deren bedeutendster am Mittellauf.

## Name
Der Name setzt sich zusammen aus ahd. bret (Brett, aus Brettern Gefertigtes) und dem Hydronym -aha und wurde demnach nach einer Vorrichtung zur Lenkung des Wassers benannt. Denkbar wäre jedoch auch eine Umdeutung eines vorgermanischen Flussnamens *Breda.

## Geographie

### Offizielle Quelle und obere Zuflüsse
Die Brettach entspringt auf der Hohenloher Ebene im Landkreis Schwäbisch Hall bei Brettheim, einem nordöstlichen Gemeindeteil von Rot am See. Ihr offizieller Quellbrunnen liegt rund 200 m nördlich des Dorfs an der L 1040 in Richtung Rothenburg, auf dem linken Hang eines sehr flachen Tals. Eine behauene Steintafel am Trog aus dem Jahre 1796 bezeichnet ihn als Ursprung der Brettach und preist ihn als Gesundheitsbrunnen; in neuerer Zeit wurde der Tafel noch ein Hinweisschild „Kein Trinkwasser“ hinzugefügt. Nur wenig Wasser rinnt dort aus einer dünnen Brunnenröhre, es versinkt gleich wieder in einem schmalen Schluckloch und fließt von dort in einem unterirdischen Rohr dem größeren Bachlauf in der Talmitte zu, den Einheimische ebenfalls dort schon Brettach nennen, die amtliche Gewässerkarte aber Sperbersbach. Dieses sichtlich größere Fließgewässer entsteht aus dem etwa 500 m weiter westnordwestlich gelegenen Zusammenfluss des von Norden kommenden Seegrabens mit etwa einer Länge von 3 km, und des wenig kürzeren Sperbersbachs, dessen Fließrichtung der vereinte Bach an der offiziellen Quelle vorbei fortsetzt.
Durch den Ortsbereich von Brettheim zieht sich ein weiterer Zufluss; durch eine niedrige Schwelle vom Sperbersbachtal getrennt, läuft der Sobach insgesamt knapp 1 km lang diesem parallel und endet in einem aufgestauten Stillgewässer am westlichen Ortsrand. Nach sichtbarem Verlauf der weiteren Talmulde ist dieser Sobach vormals in anfangs ostsüdöstlicher, später südöstlicher Richtung, südlich am Kirchhügel und dann am Standort der heutigen Kläranlage vorbei, südöstlich des Dorfs der Brettach zugeflossen. In diese entwässert den heutigen Stauteich auch heute noch ein Rohr; man hat aber wegen häufiger periodischer Überschwemmungen im unteren Dorf in jüngster Zeit ein größeres, erst bei Wasserhochstand im Teich erreichtes Rohr durch die hier allenfalls 4 m hohe Schwelle zum Sperbersbach zur dann schadlosen Ableitung größerer Zuflüsse gelegt.

### Weiterer Verlauf
Schon ab Brettheim bis kurz nach Rohrturm hat man der Brettach das Bett begradigt, zum Bach hin das Böschungsgefälle vereinheitlicht und lässt nur selten Gehölz an ihrem Ufer zu. Sie biegt zuerst in einer Rechtskurve um Brettheim und verläuft fortan in groben Zügen in westsüdwestlicher Richtung. Sie fließt durch den Ortsteil Hilgartshausen, knapp 2 km flussabwärts davon stößt beim Hof Rohrturm in einem schmalen Waldstreifen mit bis heute erhaltenem Heggraben die ehemalige Rothenburger Landhege an ihr Nordufer. Bald danach trennt die Brettach das nahe Brettenfeld im Norden vom Gemeindesitz Rot am See im Süden, unterquert dabei die Bahnstrecke Crailsheim–Königshofen und die B 290 und beginnt dann ihr Mäandertal im Muschelkalk. In diesem Tal erreicht sie Kleinbrettheim, wo sie den von Norden kommenden Blaubach aufnimmt; im östlichen Mündungsdreieck steht hier auf einem Bergsporn die Ruine Bebenburg.
Danach berührt die Brettach erstmals rechtsseitig das Gebiet der Gemeinde Gerabronn, deren Hauptort auf der rechten Hochebene liegt. Die Grenze zwischen Gerabronn und Rot am See verläuft von hier bis fast nach Bügenstegen stets unweit der Brettach, jedoch mit seitlichen Ausschlägen zuweilen bis hinauf auf die Talhöhen. Das Tal ist inzwischen über 30 m gegen die umgebenden Höhen eingetieft, und ab hier sind auch die beiderseitigen Talhänge fast durchgehend bewaldet. An der rechten, nördlichen Seite setzt sich der Wald über die Hangschulter hinweg zum ersten größeren Waldstück am Lauf der Brettach fort, dem Waldgewann Hochholz, in dem ein Wildgehege liegt.
Sie fließt durch ein kleines Staubecken kurz vor Amlishagen mit Burg Amlishagen, beide rechts oberhalb des Tals gelegen, und passiert zu Füßen dieses Dorfs zwei ihm zugehörige Talmühlen. Danach wendet sie sich für etwa 4 Flusskilometer nach Süden, durchläuft das nordwestlich von Beimbach gelegene Hochwasserrückhaltebecken Beimbach (Beimbachspeicher), passiert wiederum zwei Talmühlen Nazhe dem Zufluss des Beimbachs und knickt erneut nach Westen ab.
Sie erreicht wiederum ein größeres Waldgebiet, das sich diesmal nach Süden auf die linke Hochebene zieht, und umfließt hier in einem Bogen einen nach Norden gerichteten Bergsporn, auf dem, wenig östlich des Talweilers Gerabronn-Bügenstegen, hinter einem Ringwall zur Hochebene die Burgruine Werdeck steht.
Lief die Brettach auf ihrem Muschelkalk-Abschnitt von Kleinbrettheim bis hierher meist in einem Kerbtal, das zu steil und eng für eine landwirtschaftliche Nutzung war, von wenigen Wiesen abgesehen, so wird es nun zum breiteren Muldental; die Hänge sind stellenweise bis fast zur Hangschulter waldfrei, alte Feldstreifen auf heckenbegrenzten Terrassen folgen auf 2 Kilometern dem Flusslauf bis zum Gerabronner Weiler Liebesdorf, wo mit dem Michelbach der letzte bedeutende Nebenbach mündet. Hier biegt sie erneut und für ihren letzten Flusskilometer nach Süden ab, das Tal verengt sich dabei wieder. Nachdem ab Bügenstegen das Gemeindegebiet Gerabronns weit auch auf die Höhen links des Tals hinüberreichte, ist am Restlauf Ilshofen noch kurz linker Flussanrainer.
Die Brettach, die dort schon über 100 m tiefer als die umgebenden Höhen liegt, mündet wenig östlich von Gerabronn-Elpershofen von Norden in die hier gegenläufige Jagst. Diese knickt am Zufluss im rechten Winkel wieder nach Westen ab in ihre Großrichtung hin zum Neckar.

### Einzugsgebiet
Das oberirdische Einzugsgebiet der Brettach ist etwa 181 km² groß. Allerdings gehen der Brettach durch Verkarstung rund 41 km² verloren. Davon entfallen etwa 29 km² auf den Oberlauf des Weidenbachs, deren Abfluss meist unterhalb von Wallhausen versinkt und überwiegend über die Quellgruppe Neunbronn zur Bühler und damit zum Kocher fließt. Nur bei seltenen Hochwassern fließt der Brettach Wasser vom Oberlauf des Weidenbachs zu. Weitere 12 km² im Oberlauf des Wiesenbachs entwässern über die Schandtauber zur Tauber.
Reihum konkurrieren die folgenden Nachbarflüsse und -bäche:
- im Norden eher kurz der Vorbach;
- im Nordosten und Osten lange die obere, diesen später aufnehmende Tauber;
- im Südosten die Wörnitz, näher meist speziell deren Zufluss Ampfrach;
- im Süden die Jagst vor dem Zufluss der Brettach, mit ihren Teileinzugsgebiet von der Gronach abwärts;
- auch im Westen entwässern die unmittelbaren Konkurrenten von rechts zur Jagst nun abwärts der Brettachmündung, bis zum größten unter ihnen, der Ette im Nordwesten.

Da die Wörnitz in die Donau mündet, ist der südöstliche Teil der Wasserscheide Teil der Europäischen Hauptwasserscheide zwischen den Nordsee-Zuflüssen diesseits und denen des Schwarzen Meeres jenseits. Auch die in der Natur eher unauffällige nördliche und übrige östliche Wasserscheide ist hydrologisch recht bedeutsam, da die Tauber zum großen Rhein-Zufluss Main fließt, während das Jagstwasser über den Neckar den Rhein erreicht.
Der mit 554 m ü. NHN höchste Punkt des Einzugsgebietes liegt im Südosten an der Wasserscheide zur Wörnitz auf dem Gipfelplateau des Hornbergs, der höchsten Erhebung der Frankenhöhe. Dieser Naturraum hat nur einen recht kleinen Anteil am Einzugsgebiet im Südosten, der allergrößte Teil dagegen gehört zur Hohenloher und Haller Ebene, im Südwesten mündungsnah ein ebenfalls kleiner Teil zu den Kocher-Jagst-Ebenen. Der Anteil an der Hohenloher und Haller Ebene gehört größtenteils zum Unterraum Blaufelden-Gerabronner Ebene. Das Weidenbach-Einzugsgebiet umfasst im Wesentlichen den kleinen Unterraum Michelbacher Bucht, links in Abstand vom Brettach-Lauf liegt im Osten ein Teil des Unterraums Rothberg-Ramholz-Rücken.

### Zuflüsse und Seen
Hierarchische Liste der Zuflüsse und  Seen vom Ursprung bis zur Mündung. Gewässerlänge, Seefläche, Einzugsgebiet und Höhe nach den entsprechenden Layern auf der Onlinekarte der LUBW. Andere Quellen für die Angaben sind vermerkt. Noch unvollständig.
Der offizielle Quellbrunnen der Brettach steht auf etwa 433 m ü. NHN weniger als 200 m nördlich des Dorfrandes von Rot am See-Brettheim an der Landesstraße L 1040 nach Rot am See-Hausen am Bach. Hydrologisch gesehen liegt jedoch der im folgenden aufgeführte Seegraben auf dem Hauptstrang.
- Seegraben, fließt auf unter 430 m ü. NHN von links mit dem Sperbersbach zusammen, 3,4 km und 4,4 km².[LUBW 4] Entsteht auf wenig über 470 m ü. NHN vor dem Kleinhegersholz nahe der Kreisstraße K 2667 Wiesenbach–Gammesfeld. Fließt anfangs südöstlich, später südsüdöstlich.
  -  Durchfließt auf über 465 m ü. NHN nach Unterqueren der Straße einen Teich, 0,3 ha.
  - Pfadfeldgraben, von rechts und Westnordwesten auf etwa 453 m ü. NHN östlich von Blaufelden-Ehringshausen, 0,7 km und ca. 0,6 km².[LUBW 8] Entsteht auf wenig über 470 m ü. NHN am Nordrand von Ehringshausen an der Anschlussstraße zur K 2667.
 Der Seegraben ist bis zu diesem ersten Zufluss schon 1,9 km lang und hat schon ein Einzugsgebiet von ca. 0,6 km².[LUBW 8]
    -  Durchfließt auf knapp 450 m ü. NHN einen Teich, 0,1 ha.

  - Teichabfluss, von links und Ostnordosten auf etwa 448 m ü. NHN, ca. 0,3 km[LUBW 9] und ca. 0,2 km².[LUBW 8]
    -  Der Ursprungsteich liegt auf etwa 467 m ü. NHN, deutlich unter 0,1 ha.

  - Lindenfeldgraben, von rechts und Westen auf etwa 447 m ü. NHN südöstlich von Ehringshausen, 1,6 km und 0,7 km². Entsteht auf etwa 480 m ü. NHN am Ostrand des Probstholzes.
    -  Durchfließt auf unter 460 m ü. NHN einen Teich, 0,2 ha.
    -  Durchfließt auf über 450 m ü. NHN einen Teich, 0,4 ha.

  - Bauernholzgraben, von rechts und Westen am Nordrand des Bauernholzes vorbei auf etwa 445 m ü. NHN nordwestlich von Rot am See-Hegenau, 0,5 km und ca. 0,2 km².[LUBW 8] Entsteht auf etwa 470 m ü. NHN in einem Weggraben an einem Feldwegabzweig in den Tränkäckern.
- Sperbersbach, fließt von rechts und Westnordwesten auf etwa 453 m ü. NHN von rechts mit dem Seegraben zusammen, 2,9 km und 3,5 km². Entsteht auf knapp 471,2 m ü. NHN[LUBW 5] am Weg von Wiesenbach nach Rot am See-Herbertshausen am Ostrand des Lötholzes.
Der dem Zusammenfluss folgende, ca. 0,5 km[LUBW 9] lange Gewässerabschnitt in fast konstanter Fortsetzung der Sperbersbachrichtung bis zum Zufluss des Rinnsals vom offiziellen Quellbrunnen wird amtlich ebenfalls noch Sperbersbach, von den Einheimischen aber schon Brettach genannt.[Anm 2]
  - Streimrotgraben, von links und Nordwesten auf wenig unter 440 m ü. NHN an der K 2532 Wiesenbach–Brettheim, 1,4 km und ca. 1,1 km².[LUBW 8] Entsteht auf etwa 465 m ü. NHN am Nordostrand des Waldes Eichenlöhle. Der (nach Beschriftung auf der topographischen Karte) Oberlauf Sperbersbach hat bis zu diesem Zufluss etwas mehr Länge, aber etwas weniger Einzugsgebiet.
  - Fraulesbrunnen, von rechts und Westen auf etwa 437 m ü. NHN gut hundert Meter nach dem vorigen, 0,3 km und ca. 0,6 km².[LUBW 8] Entsteht auf unter 445 m ü. NHN am Ostrand des Waldes Einsiedel.
  - Zenlgraben, von rechts und Westsüdwesten auf etwa 456 m ü. NHN kurz bevor der Sperbersbach die K 2532 unterquert, 1,0 km und ca. 0,5 km².[LUBW 8] Entsteht auf etwa 455 m ü. NHN im Rexenholz und läuft längstenteils in einem Feldweggraben.
- (Abfluss des offiziellen Quellbrunnens), von links und Norden unter der 429,1 m ü. NHN[LUBW 5] hohen Brücke der L 1040 Brettheim–Hausen, ca. 0,1 km[LUBW 9] und ca. 0,1 km².[LUBW 8]
Nach diesem Zufluss, der nach dem Brunnen gleich in einem Schluckloch verschwindet und dem Hauptstrang unterirdisch zugeführt wird, wird der noch kleine Bach allgemein Brettach genannt.
- Rinnichgraben, von links und letztlich Nordosten auf unter 425 m ü. NHN an einer Feldwegbrücke nahe dem Brettheimer Ortsrand, 2,0 km und ca. 1,1 km².[LUBW 8] Entsteht auf etwa 462 m ü. NHN am Südostrand des Waldes Halloh und fließt südostwärts zum Talhang des folgenden Eselsbach und diesen hinab, bis er im Graben eines Feldweges nahe am Talgrund südwestwärts zur Mündung an der genannten Brücke abgeleitet wird.
- Eselbach, von links und Nordnordosten auf etwa 422 m ü. NHN ca. 0,4 km östlich des Brettheimer Ortsrandes, 1,0 km und ca. 0,4 km².[LUBW 8] Entsteht auf etwa 432 m ü. NHN ca. 1,5 km nordöstlich von Brettheim und ca. 0,6 km südsüdwestlich von Rot am See-Klosterhof.
An dieser Zumündung kehrt sich die Brettach eben aus ihrer ursprünglich südsüdöstlichen bis östlichen Richtung nach Südwesten, eine Richtung, die sie künftig mit gewissen Schwankungen beibehalten wird.
- Sobach, von rechts und insgesamt Westnordwesten auf 420 m ü. NHN oder etwas darunter nahe der Kläranlage von Brettheim, 2,1 km und 1,2 km². Entsteht auf etwa 446 m ü. NHN an einem Feldwegabzweig von der Straße Herbertshausen–Brettheim, die ihr zunächst in etwas Abstand ostwärts folgt.
  -  Durchfließt auf 435,1 m ü. NHN[LUBW 10] einen Staureich am Westrand von Brettheim, etwa 0,2 ha. Dieser besitzt eine Überlaufvorrichtung mit großem Durchmesser, die bei hohem Zufluss nordwärts und unterirdisch zum Sperbersbach/zur Brettach Wasser abführt. Er wurde erst nach einem vom gewöhnlich nur wenig Wasser führenden Bach verursachten Hochwasser im Brettheim eingerichtet.[Anm 3] Der gewöhnliche Abfluss über den Mönch, nun südostwärts durch Brettheim, läuft unterirdisch und erst nach dem Dorf wieder in einem offenen Graben.
- Lahmersbach, von rechts und Westnordwesten auf unter 418,9 m ü. NHN[LUBW 5] etwa einen halben Kilometer südlich des Brettheimer Dorfrandes, 1,5 km und 0,9 km². Entsteht auf etwa 444 m ü. NHN östlich des Langhölzles in den Feldern, zwischen denen er fast schnurgerade und teils neben Ortschaftswegen als Graben läuft.
- Schlösslesbach, von links und Ostnordosten auf 416,3 m ü. NHN[LUBW 10] etwa 900 Meter vor Rot am See-Hilgartshausen, 3,3 km und 6,6 km².
  -  Entfließt auf etwas unter 435 m ü. NHN östlich von Rot am See-Reinsbürg seinem Quellteich im Gewann Mähdersee, 0,5 ha. Der See liegt in einer engen Flurbucht im Wald Schlossbergholz, der seinerseits schon auf bayerischer Seite der Landesgrenze liegt.
  - Weilerbach, von links und insgesamt etwa Südsüdosten auf etwa 423 m ü. NHN gleich nach Reinsbürg, 1,7 km und ca. 1,0 km².[LUBW 8] Entsteht auf etwa 460 m ü. NHN am Ostrand von Rot am See-Reubach unterhalb einer Sandgrube mit Teich.
  - Reubach, von links und Südsüdwesten auf etwa 422 m ü. NHN nach der Unterquerung des K 2532 Reubach–Brettheim durch den Schlösslesbach, 2,2 km und ca. 2,4 km².[LUBW 8]
    -  Entfließt auf knapp 445 m ü. NHN dem größten der vier Teiche nahe beieinander vor dem Wald Kirchenschlag südwestlich von Reubach, zusammen 0,3 ha.
- Wiesenbach, von rechts und Nordnordwesten  gleich nach Hilgartshausen, 12,4 km mit dem langen, bei Schrozberg-Speckheim beginnenden Trockentalabschnitt des Augrabens, wo meist nicht einmal ein Gewässerbett existiert, und 6,3 km[LUBW 11] ab dem Beginn des Bachgrabens im Bereich des Hochwasserrückhaltebeckens Wiesenbach am nördlichen Ortsrand von Blaufelden-Wiesenbach sowie 32,9 km². Der offizielle Augraben-Strang beginnt auf etwa 474 m ü. NHN östlich von Speckheim als unbeständig Wasser führender kurzer Graben.
    Zuflüsse im Artikel
- Rötlesbach, von links und Südosten auf etwa 414 m ü. NHN, 2,4 km und 2,1 km². Entsteht auf etwa 455 m ü. NHN am Ostrand von Kühnhard an der Straße nach Reubach.
- Durchfließt auf 409 m ü. NHN das Hochwasserrückhaltebecken Breitloh/den Breitlohsee vor Rot am See, 1,9 ha Dauereinstau.
- (Zufluss), von rechts und Nordnordwesten in den See, 1,0 km und 0,7 km². Entsteht auf etwa 445 m ü. NHN als Graben an einer Feldwegkreuzung an der Gemeindegrenze Rot am See/Blaufelden zwischen Engelhardtshausen im Norden und einem Aussiedlerhof im Gewann Unterer Aischbach von Rot am See im Süden.
- Aischbach, von rechts und Nordwesten auf etwa 406 m ü. NHN vor der Schwarzenmühle gegenüber, 1,4 km und 1,2 km². Entsteht auf etwa 450 m ü. NHN am Südrand der Waldinsel Reizenloh.
- (Mühlkanal der Schwarzenmühle), nach und von links an der Schwarzenmühle, unter 0,2 km und deutlich unter 0,1 km².
- Seebach, von links und mit dem Namens-Oberlauf insgesamt etwa Osten auf etwa 405 m ü. NHN kurz nach der Schwarzenmühle, 5,5 km mit dem Namens-Oberlauf und 44,5 km². Entsteht auf etwa 448 m ü. NHN am Beginn der Klinge an der Straße von Rot am See-Kühnhard–Wallhausen-Limbach.
Im oberirdischen Einzugsgebiet liegt vor allem auch der de facto selten über seinen linken Zulauf Reinach zum Seebach entwässernde, lange und einzugsgebietsreiche Weidenbach (verschiedene Abschnittsnamen, darunter zwischendurch auch Brettach!), der aber fast immer unterhalb von Wallhausen in einer Bachschwinde versinkt.
  - (Bach aus den Stockäckern), von rechts und Nordosten auf etwa 435 m ü. NHN in der Klinge nördlich von Limbach, 0,5 km und ca. 0,2 km². Entsteht auf etwa 455 m ü. NHN südwestlich von Kühnhard. Zweite Laufhälfte unterirdisch teils unter Äckern.
  - (Bach vom Rohrbachwald), von rechts und Norden auf etwa 412,6 m ü. NHN südöstlich von Rot am See-Musdorf, 1,0 km und ca. 0,9 km². Entsteht auf etwa 423 m ü. NHN östlich von Musdorf am Rand des Rohrbachwaldes.
  - (Feldweggraben an den Sauerwiesen), von rechts und Westen auf etwa 412 m ü. NHN kurz nach dem vorigen, ca. 0,7 km und ca. 0,5 km². Entsteht auf etwa 416 m ü. NHN südlich von Musdorf.
  - Brettach/Weidenbach/Reinach
    - Hofseebach, rechter Oberlauf
    - Riemenbach, linker Oberlauf
    - Herbstwiesengraben/Leitsweilerbach, von links wenig vor Michelbach an der Lücke
    - Lohfeldbächle, von rechts
    - Brunnenfeldgraben, von rechts
    - Seebach/Schleifgraben, von links
      - Riegelschlaggraben, von links nach Theuerbronn
      - Lohfeldgraben, von links in Gailroth

    - Klingenfeldgraben, von links
    - Aspacher Graben, von rechts
      - Aufeldgraben, von links
      - Wasengraben, von links

    - Beundgraben, von rechts in Hengstfeld
    - Balbach, von rechts nach Hengstfeld
    - Hengstbach, von links
      - Wirtsholzgraben, linker Oberlauf
      - Eichwiesengraben, rechter Oberlauf

    - Herbelgraben, von links
    - Mühlbach, von links gleich nach Wallhausen
    - Bohnenseegraben, von rechts

↓ Weidenbachversinkung, vollständige Versinkung außer bei Hochwasser, fließt überwiegend zur 17,8 km entfernten Quellgruppe Neunbronn an der Bühler
  -  Durchfließt auf etwa 423 m ü. NHN das Hochwasserrückhaltebecken Wallhausen ohne Dauereinstau, gewöhnlicher Hochwasserrückhalteraum rund 25.000 m³[LUBW 12]
    - Grabenäckerbächle, von rechts
    - Brunnengraben, von rechts
    - Triensbach oder Schainbach, von rechts
      - Burgquellgraben, von links
      - Bühläckergraben, von links
      - Schainbach, von links

    - Klingenbach, von rechts
    - Saueräckergraben, von rechts

  - (Bach aus Neun Morgen), von links
  - (Bach von Rinderlen), von links in Rot am See
    - (Bach von der Franzenhöhe), von links in Rot am See

  -  Durchfließt auf unter 410 m ü. NHN den Seebachsee/das Hochwasserrückhaltebecken Seebach in Rot am See, 1,3 ha, gewöhnlicher Hochwasserrückhalteraum rund 11.300 m³[LUBW 13]
- (Mühlkanal der Bartenmühle), von rechts auf etwa 400 m ü. NHN bei Rot am See-Bartenmühle, 0,3 km und ca. 0,3 km². Geht etwas vor der Mühle nach rechts ab.
- Blaubach, von rechts und Nordnordwesten auf etwa 391 m ü. NHN  bei Rot am See-Bemberg, 12,0 km und 36,8 km².
    Zuflüsse im Artikel
- (Bach aus dem Steinfeld), von links und insgesamt Südsüdosten auf knapp 390 m ü. NHN bei Rot am See-Kleinbrettheim, 1,6 km und ca. 1,8 km².[LUBW 8] Entsteht auf etwa 428 m ü. NHN gegenüber einem Feldwegabzweig im Beimbacher Gewann Steinfeld.
- (Bach aus der Appenklinge), von links und Südosten, 0,2 km[LUBW 9] und über 0,2 km².[LUBW 8] Entsteht auf etwa 425 m ü. NHN am Beginn des Klingenrisses.
- Durchfließt auf etwas über 389 m ü. NHN einen Stausee im Talwald kurz vor der Mühle zu Füßen von Gerabronn-Amlishagen, etwa 0,6 ha.
- (Bach aus der Eselsbergklinge), von rechts und Nordosten auf etwa 379 m ü. NHN nahe der Mühle zu Füßen von Amlishagen, 0,6 km und ca. 0,2 km².[LUBW 8] Entspringt auf etwa 452 m ü. NHN einer Quelle im Wald ostnordöstlich von Amlishagen.
- (Bach aus der Hammerschmiedeklinge), von rechts und Nordwesten auf etwa 376 m ü. NHN vor der Hammerschmiede unter Amlishagen und seiner Burg, 1,5 km und ca. 1,3 km².[LUBW 8] Entsteht auf etwa 465 m ü. NHN etwas südlich der K 2529 Gerabronn-Unterweiler–Amlishagen.
- Hörlesklingenbach, von rechts und Westen auf etwa 375 m ü. NHN nach der Hammerschmiede, 3,4 km und ca. 3,0 km².[LUBW 8] Entsteht auf etwa 482 m ü. NHN am Nordrand des Gewerbegebietes im Gerabronner Norden.
  - ↓ Versinkt nach rund 1,5 km Lauf in einer Doline nordöstlich von Gerabronn kurz vor der Kreisstraße 2519, Wiederaustritt an einer Quelle an der Brettach westlich von Bügenstegen (Entfernung 2,25 km, Fließzeit 44,5 h, Abstandsgeschwindigkeit 50 m/h).[7]
  - ↑ Karstquelle links ca. 0,2 km vor der Mündung in die Brettach, Wiederaustritt von Wasser, das etwa 1,7 km nordöstlich am Kühlstattbach in Gerabronn-Unterweiler versinkt.[7]
- (Bach aus der Haldenklinge), von rechts und Westen auf unter 365,4 m ü. NHN[LUBW 5] bei Gerabronn-Rückershagen, mindestens 0,4 km[LUBW 9] und ca. 0,7 km².[LUBW 8] Entsteht am oder im Ortsbereich von Rückershagen auf 445–435 m ü. NHN.
- Durchfließt auf 359 m ü. NHN[LUBW 10] das auch Beimbachsee genannte Hochwasserrückhaltebecken Beimbach bei Rot am See-Beimbach, 4,8 ha Dauereinstau. Hinter dem 1969 errichteten, 28 hohen Erddamm liegt ein Dauerstauraum von 140.000 m³, der bei Hochwasser um weitere 2.520.000 m³ anwachsen kann. Der Abfluss wird gesteuert. Betreiber ist der Wasserverband Brettach.
- Beimbach, von links und Ostnordosten auf 344,5 m ü. NHN bei Rot am See-Lauramühle, 4,9 km und 7,0 km². Läuft die letzten ca. 0,6 km[LUBW 9] ab Rot am See-Rotmühle im alten Bett der Brettach, deren Tal nach dem alten Mündungsort einen 90°-Knick nach Westen in die Zuflussrichtung des Beimbachs macht, seitdem die Brettach in einem Stollen durch den rechten Talhang aus dem Beimbachsee zur Lauramühle geführt wird. Entsteht auf etwa 427 m ü. NHN westlich von Rot am See am Rand der Heuchertäcker zur Waldinsel Heuchterholz mit darin Hügelgräbern.
    Zuflüsse im Artikel
- (Bach aus der Haarigen Klinge), von rechts und Norden auf etwa 335 m ü. NHN gegenüber dem Talsporn der Burgruine Werdeck, ca. 1,0 km[LUBW 9] und ca. 0,5 km².[LUBW 8] Entsteht auf etwa 453 m ü. NHN als Graben zwischen zwei Äckern in den Brunnenwiesen. Unbeständig, auf der Hochebene kurz ohne offenes Bett.
- (Bach aus der Schinderklinge), von rechts und letztlich Nordosten auf etwa 319,8 m ü. NHN[LUBW 5] etwa 800 Meter vor Gerabronn-Liebesdorf, 2,0 km und 3,1 km².
  -  Entfließt, zunächst kurz unterirdisch, dem Schwanensee auf etwa 454 m ü. NHN an der Seestraße in Gerabronn, 0,4 ha.
- ↑ 2 Karstquellen. Die obere, laut Biotopkartierung ein Bröller,[LUBW 14] ca. 0,7 km unterhalb von Bügenstegen mit einem unter 0,1 km langen Bach von rechts. Die untere Quelle ca. 0,4 km oberhalb von Liebesdorf. Das Quellwasser stammt aus Versinkungen am Hörlesklingenbach (siehe oben) sowie bei Langenburg-Neuhof im Einzugsgebiet des Rötelbachs.[7]
- Michelbach, von rechts und Nordnordwesten auf 314 m ü. NHN in Liebesdorf am letzten Laufknick der Brettach nach Süden, 4,1 km und 6,7 km². Entsteht unbeständig auf etwa 475 m ü. NHN zwischen Gerabronn und Langenburg-Ludwigsruhe an einem kleinen Wäldchen am Feldgewann Rotwiesen und fließt zunächst südwestlich.
    Zuflüsse im Artikel

Mündung der Brettach von rechts und zuletzt Norden auf 306,5 m ü. NHN kurz vor Gerabronn-Elpershofen in die mittlere Jagst, die ihr zuletzt entgegenläuft und nach der Mündung nach Westen abfließt. Die Brettach ist, ab der Quelle des Seebachs gerechnet, 27,8 km lang und hat ein Einzugsgebiet von 181,0 km².

## Sehenswertes
Sehenswürdigkeiten an der Brettach sind, flussabwärts betrachtet:
- von der Rothenburger Landhege (ehemalige Landwehr) läuft ein gut erhaltenes Stück in schmalem Waldstreifen zwischen Hilgartshausen und Musdorf von Norden auf die Brettach aus; andere gut erhaltene Abschnitte sind in der weiteren Umgebung zu finden. Am danach benannten Hof neben der Straße nach Musdorf steht der Rest des so genannten Rohrturms, eines Landtturms der Rothenburger Landhege in deren südwestlicher Spitze. Nur sein zur Scheune überdachter, unspektakulärer Turmstumpf ist erhalten.
- die Ruine Bebenburg, östlich der Blaubachmündung bei Kleinbrettheim,
- die Burg Amlishagen, in Amlishagen an der nördlichen Bergschulter des Brettachtals,
- die ehemalige Wehrkirche in Beimbach,
- die Burgruine Werdeck, auf einem Bergsporn östlich von Gerabronn-Bügenstegen und
- einige Dolinen im Muschelkalk, die nahe der Hangschulter des Brettach-Tals liegen.

### LUBW
Amtliche Online-Gewässerkarte mit passendem Ausschnitt und den hier benutzten Layern: Lauf und Einzugsgebiet der Brettach

Allgemeiner Einstieg ohne Voreinstellungen und Layer: Daten- und Kartendienst der Landesanstalt für Umwelt Baden-Württemberg (LUBW) (Hinweise)
1. 1 2  Höhe nach dem Höhenlinienbild auf dem Hintergrundlayer Topographische Karte.
2. 1 2  Länge nach dem Layer Gewässernetz (AWGN).
3. 1 2  Einzugsgebiet nach dem Layer Aggregierte Gebiete XY.
4. 1 2  Einzugsgebiet aufsummiert aus den Teileinzugsgebieten nach dem Layer Basiseinzugsgebiet (AWGN).
5. 1 2 3 4 5 6 7  Höhe nach schwarzer Beschriftung auf dem Hintergrundlayer Topographische Karte.
6. ↑  Seefläche nach dem Layer Stehende Gewässer.
7. ↑  Einzugsgebiet nach dem Layer Basiseinzugsgebiet (AWGN).
8. 1 2 3 4 5 6 7 8 9 10 11 12 13 14 15 16 17 18 19  Einzugsgebiet abgemessen auf dem Hintergrundlayer Topographische Karte.
9. 1 2 3 4 5 6 7 8  Länge abgemessen auf dem Hintergrundlayer Topographische Karte.
10. 1 2 3  Höhe nach blauer Beschriftung auf dem Hintergrundlayer Topographische Karte.
11. ↑  Länge nach dem Layer Gewässername.
12. ↑  Steckbrief HRB Wallhausen (Abgerufen am 9. Februar 2024).
13. ↑  Steckbrief HRB Seebach (Abgerufen am 9. Februar 2024).
14. ↑  Schutzgebiete nach den einschlägigen Layern, Natur teilweise nach dem Layer Biotop.

### Andere Belege
1. 1 2 3 4  Karten und Daten des Bundesamtes für Naturschutz (Hinweise)
2. ↑  Hochwasservorhersagezentrale, Landesanstalt für Umwelt Baden-Württemberg (übernommen am 24.05.2017)
3. ↑  Albrecht Greule: Deutsches Gewässernamenbuch. Walter de Gruyter, Berlin / Boston 2014, ISBN 978-3-11-057891-1, S. 73, „Brettach[2]“ (Auszug in der Google-Buchsuche).
4. ↑  Theo Simon, Werner Käß, Knut Hinkelbein: Markierungsversuche im Bereich der Jagstversickerung bei Crailsheim (Hohenlohe). In: Geologisches Landesamt Baden-Württemberg (Hrsg.): Jahreshefte. Band 35(1993), S. 407–432.
5. ↑  Markus Pantle: Erforschung des Schandtauber-Höhlensystems. In: Beiträge zur Höhlen- und Karstkunde in Südwestdeutschland. 37(1994), S. 23–29, hier S. 23–25.
6. ↑  Wolf-Dieter Sick: Geographische Landesaufnahme: Die naturräumlichen Einheiten auf Blatt 162 Rothenburg o. d. Tauber. Bundesanstalt für Landeskunde, Bad Godesberg 1962. → Online-Karte (PDF; 4,7 MB)
7. 1 2 3  Markierungsversuch von 1972, siehe Theo Simon: Blatt 6725 Gerabronn der Geologischen Karte von Baden-Württemberg, Erläuterungen. Freiburg im Breisgau 2012, S. 72.